# Chleby (district de Nymburk)
Pour les articles homonymes, voir Chleby.
Chleby (en allemand : Chleb) est une commune du district de Nymburk, dans la région de Bohême-Centrale, en République tchèque. Sa population s'élevait à 431 habitants en 2020.

## Géographie
Chleby se trouve à 6 km au nord-est de Nymburk et à 50 km à l'est-nord-est de Prague.
La commune est limitée par Jíkev, Oskořínek et Nový Dvůr au nord, par Vestec à l'est, par Budiměřice à l'est et au sud, et par Bobnice à l'ouest.

## Histoire
La première mention écrite de la localité date de 1790.